# Мера, Мохаммед
Мохамме́д Мера́ (фр. Mohammed Merah; араб. محمد مراح‎;
10 октября 1988, Тулуза — 22 марта 2012, Тулуза) — террорист, совершивший в период с 11 по 19 марта 2012 года в Тулузе и Монтобане два нападения на французских военных и одно на еврейскую школу. В результате действий преступника погибли 7 человек, ещё пять были ранены, двое тяжело. 22 марта 2012 Мера был убит в перестрелке с полицией, попытавшейся штурмом взять дом, где он укрывался.

## Биография
Мохаммед Мера родился 10 октября 1988 года в Тулузе, Франция, в семье выходцев из Алжира. При рождении он получил французское гражданство. В возрасте 5 лет родители Меры развелись и мальчик остался с матерью. По образованию Мера был механиком. В жизни Мохаммед был трудным подростком, к окончанию школы он уже имел на своем счету 18 правонарушений, в том числе вождение без прав. После последнего ареста Мера заинтересовался идеями радикального исламизма. В конце 2000-х Мера неоднократно посещал Афганистан и Пакистан, чем и привлёк внимание французских спецслужб, которые установили за ним негласную слежку. 
В 2007 году он был арестован в Кандагаре по обвинению в хранении оборудования для производства бомб. Решением суда он был приговорен к 3 годам лишения свободы, однако уже в июне 2008 он совершил побег вместе с более чем 1200 другими заключенными в результате организованного Талибаном штурма городской тюрьмы Кандагара. СМИ стало известно, что 25 декабря 2008 Мера пытался повеситься, но неудачно. С этого момента кардинально изменились его взгляды на мир и самого себя. Вернулся Мера во Францию лишь в августе 2008 года. (По неподтвержденным данным эти два месяца с июня 2008 по август 2008 он провел в тренировочном лагере Аль-Каиды на афгано-пакистанской границе). 
В июле 2010 Мера подал заявку на вступление в Иностранный легион, однако она была отклонена по причине здоровья Мохаммеда. 24 февраля 2012 он был арестован полицией и приговорён к 10 дням тюрьмы за вождение автомобиля без прав и в состоянии алкогольного опьянения. 6 марта 2012 он угнал мотороллер Yamaha, перекрасил его, отключил противоугонные устройства и опубликовал объявление о продаже транспортного средства.

## Серия нападений

### 11 марта
Мохаммед Мера совершил первое убийство, застрелив из кольта 45-го калибра 30-летнего Имада-ибн-Зайтена, старшего сержанта парашютного батальона французской армии, который, узнав о продаже скутера, откликнулся на объявление и, собираясь его купить, прибыл на встречу с Мера.

### 15 марта
Вооружившись двумя единицами оружия, около 14 часов дня Мера прибыл на скутере к торговому центру в Монтобане. В 50 километрах от Тулузы он увидел троих военных, снимающих деньги через банкомат, и открыл по ним огонь. 24-летний капрал Абель Ченноув и 23-летний рядовой Мохамед Легоунт (оба выходцы из Северной Африки) были убиты. 28-летний капрал Лоик Либер из Гваделупы был тяжело ранен и доставлен в больницу в состоянии комы. Также Мера выстрелил по пожилой женщине стоящей рядом с банкоматом, но промахнулся и той удалось убежать.

### Нападение на еврейскую школу «Оцар ха-Тора» 19 марта
В понедельник в 8:15 по местному времени Мохаммед Мера, вооружённый тремя огнестрельными орудиями разного калибра, прибыл на скутере к еврейской школе «Оцар ха-Тора», где обучались 200 человек. Сначала убийца застрелил 30-летнего учителя духовного воспитания Йонатана Сандлера. Затем убил двух его детей: 7-летнего Арье и 3-летнего Гэбриэля. Затем преступник ворвался в здание школы, где от его беспорядочного огня погибла 8-летняя дочь директора школы Мирам Монтсоньего, а 17-летний юноша получил тяжёлое ранение и позже был прооперирован. Ещё 3 человека получили лёгкие ранения и отказались от госпитализации. Мера скрылся с места преступления до прибытия полиции и скорой помощи.

## Поиски и захват
Поисками преступника занялся специальный антитеррористический отдел полиции из Парижа. Уже 20 марта они вышли на след убийцы, а вечером того же дня преступник обнаружил себя сам. Позвонив в редакцию канала France 24, он заявил, что является исполнителем двух нападений на французских военных и одного — на еврейскую школу, что он снимал свои преступления на камеру мобильного телефона и намерен скоро опубликовать видео на YouTube. Полиция отследила звонок и уже около 3:00 по местному времени 21 марта 2012 преступник был блокирован в многоквартирном доме на улице Сержа Вигье в районе Кот-Павье.
Полиция попыталась взять квартиру штурмом, однако столкнулась с жёстким сопротивлением со стороны вооружённого тремя видами огнестрельного оружия преступником. В результате короткой перестрелки двое полицейских повредили бронежилеты, и ещё один был ранен в колено. Вскоре Мохаммед вступил в переговоры с полицией (специально для них на место спецоперации была доставлена мать Мера, хотя она сразу заявила, что не имеет влияния на сына), в ходе которых заявил, что серия нападений была местью за присутствие французских войск в Афганистане и за убийство мирных палестинских арабов израильтянами. Он также заявил, что сдастся в течение 21 марта, и, что является членом Аль-Каиды.
Вскоре Мера перестал выходить на связь с полицейскими. Спустя 32 часа после начала осады около 10:30 по местному времени 22 марта 2012 полиция, решив проверить жив ли ещё Мера, начала штурм здания. Мера, именно этого и ждавший, открыл по полицейским огонь из засады (ванной комнаты своего дома). В результате обстрела ранения получили трое полицейских (один из них тяжёлое). Затем Мохаммед Мера попытался прорваться через окружение, и через окно в ванной комнате выпрыгнул на улицу, где и был застрелен снайпером.